# Кличевский район
Кли́чевский райо́н (бел. Клічаўскі раён) — административная единица на юго-западе Могилёвской области Республики Беларусь. Административный центр — город Кличев.
Численность населения — 13 324 человек (на 1 января 2025 года).

## Административно-территориальное деление
Административный центр — город Кличев.
С 2010 года район в административном отношении делится на город Кличев и 5 сельсоветов:
- Бацевичский
- Долговский
- Колбчанский
- Несятский
- Потокский

Упразднённые сельсоветы:
- Вирковский
- Гончанский
- Октябрьский

В 2009 году был упразднён Вирковский сельсовет, его населённые пункты вошли в состав Несятского сельсовета. В 2011 году Гончанский сельсовет был упразднён, его населённые пункты включены в состав Потокского сельсовета. Позднее был упразднён Октябрьский сельсовет.

## География
Площадь 1800 км². Основные реки — Березина, Ольса с притоками Несета (с Городеченкой и Турчанкой), Тереболь, Сушенка, Гончанка, Суша (с Пересопенкой) и Костричка, а также Друть с притоком Довжанкой.

## Геральдика
Герб учреждён Указом Президента Республики Беларусь от 3 января 2005 года № 1 и зарегистрирован в Государственном геральдическом регистре Республики Беларусь 6 января 2005 года № Б-41. Одобрен решением Кличевского районного Совета депутатов от 25 сентября 2003 года № 3-7.
Флаг учреждён Указом Президента Республики Беларусь от 24 августа 2006 года № 526 и зарегистрирован в Государственном геральдическом регистре Республики Беларусь 29 августа 2006 года № Б-94. Одобрен решением Кличевского районного Совета депутатов от 16 сентября 2005 года № 11-6.

## История
Район образован 17 июля 1924 года. В 1924—1930 годах — в составе Бобруйского округа, в 1930—1938 годах — в прямом республиканском подчинении, с 15 января 1938 года — в Могилёвской области, с 20 сентября 1944 года — в Бобруйской области, с 8 января 1954 года — в Могилёвской области.
Территория района неоднократно менялась. 8 июля 1931 года к Кличевскому району были присоединены 4 сельсовета упразднённого Свислочского района (Вирковский, Островский, Селибский и Якшицкий) и 4 сельсовета упразднённого Чечевичского района (Грибовецкий, Долговский (Должанский), Дубенский и Ядрино-Слободский). 25 июля 1931 года Селибский и Якшицкий сельсоветы переданы Березинскому району. 12 февраля 1935 года Грибовецкий сельсовет был передан образованному Кировскому району.
25 декабря 1962 года упразднен, его территория полностью передана Кировскому району. Район восстановлен 6 января 1965 года.
20 октября 1995 года административные единицы Кличевский район и посёлок Кличев, имеющие общий административный центр, объединены в одну административную единицу — Кличевский район.

## Демография
Численность населения — 13 324 человек (на 1 января 2025 года), в том числе городское — 7 249 человек (Кличев — 7 249 человек), сельское — 6 075 человек.
Численность населения — 13 890 человек (на 1 января 2023 года), в том числе в городских условиях (Кличев) проживают — 7 321 человек, в сельских — 6 569 человек.
Население района составляет 15 148 человек, в том числе в городских условиях проживают 7423 (на 1 января 2016 года). Всего, помимо Кличева, насчитывается 140 сельских населенных пунктов.
По итогам переписи 2019 года, 94,6 % жителей района назвали себя белорусами, 3,09 % — русскими, 1,17 % — украинцами, 0,2 % — поляками.
| Численность населения (по годам) | Численность населения (по годам) | Численность населения (по годам) | Численность населения (по годам) | Численность населения (по годам) | Численность населения (по годам) | Численность населения (по годам) | Численность населения (по годам) | Численность населения (по годам) | Численность населения (по годам) | Численность населения (по годам) |
| 1939                             | 1959                             | 1970                             | 1979                             | 1989                             | 1996                             | 2001                             | 2002                             | 2003                             | 2004                             |                                  |
| -------------------------------- | -------------------------------- | -------------------------------- | -------------------------------- | -------------------------------- | -------------------------------- | -------------------------------- | -------------------------------- | -------------------------------- | -------------------------------- | -------------------------------- |
| 48 606                           | ↘36 707                          | ↘33 477                          | ↘27 623                          | ↘24 544                          | ↘23 300                          | ↘21 437                          | ↘20 895                          | ↘20 315                          | ↘19 859                          |                                  |
| 2005                             | 2006                             | 2007                             | 2008                             | 2009                             | 2010                             | 2011                             | 2012                             | 2013                             | 2014                             |                                  |
| ↘19 326                          | ↘18 911                          | ↘18 452                          | ↘18 211                          | ↘17 725                          | ↘17 094                          | ↘16 618                          | ↘16 176                          | ↘15 870                          | ↘15 638                          |                                  |
| 2015                             | 2016                             | 2017                             | 2018                             | 2019                             | 2020                             | 2021                             | 2022                             | 2023                             | 2024                             |                                  |
| ↘15 395                          | ↘15 148                          | ↘15 035                          | ↘14 923                          | ↘14 691                          |                                  |                                  |                                  | ↘13 890                          |                                  |                                  |
| 2025                             |                                  |                                  |                                  |                                  |                                  |                                  |                                  |                                  |                                  |                                  |
| ↘13 324                          |                                  |                                  |                                  |                                  |                                  |                                  |                                  |                                  |                                  |                                  |

На 1 января 2018 года 17,5 % населения района были в возрасте моложе трудоспособного, 54,9 % — в трудоспособном возрасте, 27,6 % — в возрасте старше трудоспособного. Средние показатели по Могилёвской области — 17,5 %, 56,8 % и 25,7 % соответственно. 47,8 % населения составляли женщины, 52,2 % — мужчины (средние показатели по Могилёвской области — 52,9 % и 47,1 % соответственно, по Республике Беларусь — 53,4 % и 46,6 %). В Кличевском районе наблюдается самое значительное в Могилёвской области превышение численности мужчин над женщинами.
Коэффициент рождаемости в районе в 2017 году составил 12,9 на 1000 человек, коэффициент смертности — 18,7 (в районном центре — и соответственно). Средние показатели рождаемости и смертности по Могилёвской области — 10,5 и 13,6 соответственно, по Республике Беларусь — 10,8 и 12,6 соответственно. По уровню рождаемости район занимает 2-е место в области после Могилёвского, по уровню смертности — 7-е. Всего в 2017 году в районе родилось 193 и умерло 280 человек, в том числе в районном центре родилось 80 и умерло 105 человек.
В 2017 году в районе было заключено 90 браков (6 на 1000 человек, средний показатель по Могилёвской области — 7,1) и 47 разводов (3,1 на 1000 человек, средний показатель по Могилёвской области — 3,6).

## Экономика

### Сельское хозяйство
Общая посевная площадь сельскохозяйственных культур в организациях района (без учёта фермерских и личных хозяйств населения) в 2017 году составила 31 056 га (311 км², 11-е место в Могилёвской области). В 2017 году под зерновые и зернобобовые культуры было засеяно 12 073 га, под кормовые культуры — 15 334 га. Валовой сбор зерновых и зернобобовых культур в сельскохозяйственных организациях в 2017 году составил 37,8 тыс. т. По валовому сбору зерновых в 2017 году район занял 11-е место в Могилёвской области. Средняя урожайность зерновых в 2017 году составила 31,4 ц/га (средняя урожайность по Могилёвской области — 33,4 ц/га, по Республике Беларусь — 33,3 ц/га). По этому показателю район занял 9-е место в Могилёвской области.
На 1 января 2018 года в сельскохозяйственных организациях района содержалось 31,1 тыс. голов крупного рогатого скота, в том числе 6,9 тыс. коров, а также 2,2 тыс. свиней. По поголовью крупного рогатого скота район занял 6-е место в Могилёвской области. В 2017 году сельскохозяйственные организации района реализовали 5,1 тыс. т скота и птицы на убой (в живом весе) и произвели 30,9 тыс. т молока. По производству молока район занял 11-е место в Могилёвской области. Средний удой молока с коровы — 4756 кг (средний показатель по Могилёвской области — 4296 кг, по Республике Беларусь — 4989 кг).

## Транспорт
Через район проходят железная дорога «Осиповичи—Могилёв», автодороги на Березино, Бобруйск, Могилёв.

## Образование
В 2017 году в районе насчитывалось 12 учреждений дошкольного образования (включая комплексы «детский сад — школа») с 0,5 тыс. детей. В 2017/2018 учебном году в районе действовало 12 учреждений общего среднего образования, в которых обучались 1,6 тыс. учеников. В школах района работало 237 учителей. В среднем на одного учителя приходилось 6,6 учеников (среднее значение по Могилёвской области — 8,4, по Республике Беларусь — 8,7). В районном центре расположен Кличевский государственный аграрно-технический колледж (готовит техников-механиков и техников-электриков для сельского хозяйства по программам среднего специального образования, а также специалистов по эксплуатации и ремонту сельскохозяйственной техники по программам профессионально-технического образования).

## Здравоохранение
В 2017 году в учреждениях здравоохранения района работало 33 врача и 178 средних медицинских работников, в лечебных учреждениях было 102 больничных койки. Численность врачей в пересчёте на 10 тысяч человек — 22,1 (средний показатель по Могилёвской области — 34,6, по Республике Беларусь — 40,5), количество коек в пересчёте на 10 тысяч человек — 68,4 (средний показатель по Могилёвской области — 83,1, по Республике Беларусь — 80,2). По этим показателям район занял 10-е и 12-е места в области соответственно.

## Культура
В районном центре действует Кличевский краеведческий музей, в котором собрано более 6,9 тысяч музейных предметов основного фонда. В 2016 году музей посетили 9,7 тысяч человек (по этому показателю музей занял 15-е место в Могилёвской области).

## События и мероприятия
- Ежегодно проводится эко-арт фестиваль «Острова Дулебы» (Кличев)

## Достопримечательность
- Мемориальный комплекс партизанской славы «Усакино». Расположен около деревни Усакино Потокского сельсовета

### Памятник природы, заказник
- Ботанические памятники природы местного значения — «Дубрава», «Участок дубово-ясеневого леса»
- Гидрологические памятники природы местного значения — «Криница Долговская», «Криница Альховская», «Криница на реке Несета», «Криница Бацевичская»
- Острова Дулебы — республиканский заказник

## Населённые пункты
- Брилевка
- Долгое
- Должанка
- Закупленье
- Кличев
- Новая Слободка
- Ядреная Слобода